# Stan Douglas
Stan Douglas (* 11. Oktober 1960 in Vancouver) ist ein kanadischer Künstler. Seine Ausdrucksformen sind Foto, Film und Installationen.

## Leben
Douglas studierte an der Emily Carr University of Art and Design in Vancouver. Als Künstler wurde er in den 1990er Jahren international tätig und stellte unter anderem auf der Documenta IX, 1992, Documenta X, 1997, Documenta XI, 2002 und der Biennale in Venedig im Jahr 1990, 2001 und 2005 seine Werke aus. Douglas’ Film- und Videoinstallationen, Fotografien und Fernseharbeiten greifen häufig auf Veröffentlichungen bekannter Autoren zurück, wie Samuel Beckett, Marcel Proust, Gebrüder Grimm sowie E. T. A. Hoffmann oder Karl Marx. Der Kunstsammler Friedrich Christian Flick beschreibt Douglas’ unheimliche Montagen im Vorwort zu dessen Monographie als „eine kritische Analyse unserer gesellschaftlichen Wirklichkeit“.
Zwischen 2000 und 2006 war Stan Douglas Professor für Medienwissenschaften an der Universität der Künste Berlin. Nachdem ihm die Universitätsleitung untersagt hatte, seine Seminare en bloc durchzuführen, verließ er die Hochschule unter Protest.

## Werk
Douglas ist für seine hochkomplexen und technisch perfekten Film- und Videoarbeiten bekannt, welche die Möglichkeiten des Mediums kontinuierlich erweitern, um nichtlineare Erzählformen und überraschende Zeitmodelle zu konstruieren. Die konzeptuelle und formale Präzision von Douglas’ Filmen ist auch für seine Fotografien charakteristisch.

## Ausstellungen (Auswahl)

### Gruppenausstellungen
- 2005: Biennale di Venezia
- 2002: Documenta XI, Kassel
- 2001: Biennale di Venezia
- 1997: Documenta X, Kassel
- 1997: Skulptur.Projekte, Münster
- 1995: Carnegie International
- 1995: Whitney Biennial
- 1992: Documenta IX, Kassel
- 1990: Biennale di Venezia

### Einzelausstellungen
- 2014: Stan Douglas: Mise en scène.[2], Haus der Kunst, München.[3]
- 2007/2008: Stan Douglas. Past Imperfect. Werke 1986 – 2007.[4], Staatsgalerie Stuttgart und Württembergischer Kunstverein Stuttgart, Stuttgart.

## Auszeichnungen
- 2016: Hasselblad Award[5]
- 2013: Scotiabank Photography Award[6]
- 2008: Bell Award in Video Art des Canada Council for the Arts[7]
- 2001: Arnold-Bode-Preis der Stadt Kassel.
- 1998: Coutts Contemporary Art Foundation Award, geteilt mit Marlene Dumas und Edward Ruscha.
- 1996: Nominierung für den Hugo Boss Prize, der in Zusammenarbeit mit der Solomon R. Guggenheim Foundation, New York City, verliehen wird.
- 1994: Stipendiat des Berliner Künstlerprogramm des Deutschen Akademischen Austauschdienst (DAAD)

### Monographien
- Dora Imhof: Wie erzählt "Der Sandmann"? Multiple Erzählung in den Film- und Videoinstallationen von Stan Douglas. Schreiber Verlag, München 2007, ISBN 9783889600851, Dissertation.
- Philip Monk: Stan Douglas. DuMont-Verlag, Köln 2006, ISBN 9783832177294.
- Munzinger-Archiv. Internationales Biographisches Archiv, Lieferung 19/03, 28. April 2003, ergänzt um Nachrichten durch MA-Journal bis KW 44/2013.
- Scott Watson, Diana Thater, Carol J. Clover: Stan Douglas. Phaidon Press, London 1998, ISBN 0714837962 (in englischer Sprache).
- Carsten Ahrens, Veit Görner (Hrsg.): Stan Douglas. Film-Installationen und Fotografien. Ausstellungskatalog der Kestner-Gesellschaft Hannover, 2003. Text deutsch/englisch.

### Ausstellungskataloge
- Hans D. Christ, Iris Dressler (Hrsg.): Stan Douglas. Past Imperfect. Werke 1986-2007. Hatje Cantz Verlag, Ostfildern 2007, ISBN 978-3775720205.
- Léon Krempel (Hrsg.): Stan Douglas: Mise en scène. Prestel Verlag, München 2014, ISBN 978-3791353470.15.4.2003
- Carsten Ahrens, Veit Görner (Hrsg.), Stan Douglas, Film-Installationen und Fotografien. Katalog zur Ausstellung in der Kestner-Gesellschaft Hannover, 15.2.2003 bis 15.4.2003. Deutsch/englisch. Keine ISBN.

### Artikel
- Jason Farago: Stan Douglas' Circa 1948: 'It's not a game, it's a story'. One of Canada's great artists is back with a project that explores Vancouver's historical hotels, gambling dens and beer halls. In: The Guardian, 22. April 2014[8]
- Catrin Lorch: Bar von gestern. Der Künstler Stan Douglas erweist sich mit einer Ausstellung in München als einer der großen Re-Animateure unserer Zeit. In: Süddeutsche Zeitung, Nr. 141, 23. Juni 2014, S. 9, ISSN 0174-4917.